# Tantā
Tantā és una ciutat d'Egipte, capital de la governació d'Al-Gharbiya, amb una població estimada per sobre dels 400.000 habitants: el 2002 de 424.300 incloent l'àrea urbana o de 401.597 el 2005 o de 422.854 habitants el 2010. El cens del novembre del 2006 dona 421.076 habitants. És la cinquena ciutat del Delta i es troba a 94 km al nord del Caire i 130 km al sud-est d'Alexandria estant a igual distància de Rosetta, Damiata i Alexandria.
La ciutat està edificada sobre les ruïnes de la d'època faraònica, si bé alguns historiadors suggereixen identificar-la amb el poble de Tawa a 3 km al nord-oest. Té una universitat que és una secció de la d'Al-Ahzar del Caire. El Museu local exhibeix peces de totes les èpoques, incloent-hi algunes peces faraòniques. El principal producte local és el cotó. A la tardor se celebren les festes de Sayid Ahmed al-Badawi, que duren vuit dies, i es fan entorn de la mesquita i tomba d'aquest sant. Durant el festival es mengen unes pastes de sucre anomenades "les llavors del Profeta estimat", considerades un menjar exquisit des de l'antiguitat.

## Història
La ciutat es va dir en temps dels faraons Ptkheka i fou capital del nomós IV del Baix Egipte (Sap-res). Va ser hel·lènica i romana i durant l'Imperi Romà d'Orient fou seu d'un bisbat amb el nom de Tantatho a les "Actes dels màrtirs" i com a Tanitat a la "Història dels patriarques d'Alexandria". A la conquesta àrab va agafar el nom de Tandata amb nombroses variacions testimoniades. El 955 era un centre agrícola amb mesquita i mercats, i seu d'un amil o governador militar. El santó Sayyid Ahmad al-Badawi (+1276) va ensenyar a Tanta i els seus deixebles van fundar la confraria Sutuhiyya, després Ahmadiyya, un focus religiós pel centre del Delta del Nil.
La ciutat va declinar amb la conquesta otomana. El 1769 Ali Bey al-Kabir va fer construir allí una mesquita coneguda amb el nom de djami al-Ahmadi (per Ahmad al-Badawi). L'aurèola sagrada de la vila va contribuir al seu desenvolupament comercial que fou notable al segle xix. Fou la capital de la província d'al-Gharbiya des de 1836 (al lloc d'al-Mahalla al-Kubra). El 1856 hi va arribar la via fèrria del Caire a Alexandria. L'auge del cotó el 1860 va provocar l'afluència de milers d'emigrants rurals, grecs, turcs, i fins i tot italians, i es van crear algunes esglésies. La ciutat va passar dels 10.000 habitants el 1821 als 33.725 el 1882 i als 54.437 el 1907. La municipalitat fou creada el 1893. Mentre el seu impuls comercial creixia, no es va desenvolupar la indústria, i el seu rol de ciutat sagrada va desaparèixer (es va passar de 500.000 pelegrins a mitjan segle xix a 100.000 el 1900; les fires, nombroses abans, van quedar en només dues a l'inici del segle xx, i encara d'abast regional limitat. L'explosió demogràfica, sobretot cap al suburbi de Sigar, va fer passar els habitants de 97.000 el 1937 a 140.000 el 1947, i a 342.641 el 1972.